# Romy et Michelle, 10 ans après
Pour les articles homonymes, voir Romy et Michelle.
Pour plus de détails, voir Fiche technique et Distribution.
Romy et Michelle, 10 ans après ou Romy et Michelle : Les Reines de la soirée au Québec (Romy and Michele's High School Reunion) est un film américain réalisé par David Mirkin et sorti en 1997.

## Synopsis
Romy White et Michelle Weinberger sont deux amies inséparables depuis le lycée, toujours célibataires et passant leurs soirées en boite. Lorsque Romy rencontre leur ancienne camarade de classe, Heather Mooney, qui va leur apprendre la réunion d'anciens élèves, elles sont très enthousiastes, jusqu'au moment où elles se rendent compte qu'elles n'ont pas fait grand-chose de leur vie. Elles décident donc de la rendre plus intéressante en maigrissant, se trouvant des petits amis et un meilleur travail en deux semaines, mais arriveront-elles à impressionner leurs anciens camarades qui les ont toujours prises pour des ringardes ?

## Personnages
Romy White et Michelle Weinberger sont nées à Tucson, dans l'Arizona. Elles ont grandi ensemble, et ont quitté Tucson pour aller vivre en Californie.

### Romy White
Romy White exerce la profession de guichetière chez Jaguar. Elle est surnommée « la boulotte » par ses anciens camarades d'école, car elle était plus grosse à l'époque du lycée.
Dans ce premier opus, elle est interprétée par Mira Sorvino. Dans le second opus, intitulé Romy & Michele, In The Beginning, elle sera interprétée par Katherine Heigl.

### Michelle Weinberger
Michelle Weinberger est sans emploi, mais elle a été vendeuse dans le passé.
Dans ce premier opus, elle est interprétée par Lisa Kudrow. Dans le second opus, elle sera interprétée par Alexandra Breckenridge.

## Fiche technique
- Titre : Romy et Michelle, 10 ans après
- Titre original : Romy and Michele's High School Reunion
- Réalisation : David Mirkin
- Producteur : Laurence Mark (en)
- Scénario : Robin Schiff
- Photo : Reynaldo Villalobos (en)
- Musique : Steve Bartek, James Newton Howard
- Montage : David Finfer
- Durée : 92 minutes
- Sortie : 25 avril 1997 (USA), 1997 (France)

## Distribution
- Mira Sorvino (VQ : Hélène Mondoux) : Romy White
- Lisa Kudrow (VQ : Nathalie Coupal) : Michelle Weinberger
- Janeane Garofalo (VQ : Anne Dorval) : Heather Mooney
- Alan Cumming (VQ : François Sasseville) : Sandy Frink
- Julia Campbell (VQ : Lisette Dufour) : Christy Masters
- Elaine Hendrix (VQ : Viviane Pacal) : Lisa Luder
- Vincent Ventresca (VQ : François Godin) : Billy
- Jacob Vargas (VQ : Manuel Tadros) : Ramon
- Camryn Manheim (VQ : Natalie Hamel-Roy) : Toby Walters
- Justin Theroux : Cowboy

Note : Le doublage québécois a été conservé lors de sa sortie vidéo en France.

## Bande originale
- Our Lips Are Sealed (en), interprété par The Go-Go's
- Venus, interprété par Bananarama
- (There's) Always Something There to Remind Me, interprété par Naked Eyes
- Dance Hall Days, interprété par Wang Chung
- Turning Japanese, interprété par The Vapors
- Blood and Roses (en)), interprété par The Smithereens
- Karma Chameleon, interprété par Culture Club
- I Want Candy, interprété par Bow Wow Wow
- Everybody Wants to Rule the World, interprété par Tears for Fears
- Heaven Is a Place on Earth, interprété par Belinda Carlisle
- We Got the Beat, interprété par The Go-Go's

## À savoir
- Le nom « Michele » (version originale en anglais et diverses autres versions) est francisé en « Michelle » dans les versions en langue française.
- Un autre film de Romy & Michelle est sorti en Amérique, racontant l'histoire des deux amies entre la fin du lycée et la réunion d'anciens élèves, le film  s'intitule Romy and Michele: In the Beginning avec pour actrices Katherine Heigl & Alexandra Breckenridge.
- Le personnage de Michelle est juive, d'après la citation de Romy durant la dispute pour savoir qui des deux était Mary ou Rhoda, Romy réplique « C'est toi Rhoda, c'est toi la juive. »